# Classe Ersatz Monarch
La classe Ersatz Monarch fut une classe de cuirassé super-dreadnought de 1re classe de la Marine austro-hongroise dont la construction était prévue entre 1914 et 1919.

Cette classe de quatre cuirassés de haute mer devait remplacer la vieille classe Monarch de cuirassés de défense côtière.

## Conception
Cette classe était une amélioration de la classe Tegetthoff. Les plans furent dessinés par l'architecte naval Franz Pitzinger (1858-1933).
Les canons de l'artillerie lourde de 350 mm ont été conçus par l'usine Skoda de Polsen. 10 canons, pesant chacun 74 tonnes, étaient prévus dans deux tourelles triples et deux tourelles doubles.

Deux navires devaient être construits sur les chantiers du littoral autrichien de Trieste Stabilimento Tecnico Triestino, les deux autres  en Croatie sur les chantiers Ganz & Co.

## Histoire
La construction du premier navire devait commencer en juillet 1914. À cause du déclenchement de la Première Guerre mondiale, cette mise en chantier fut d'abord reportée en septembre. Comme aucun navire ne put être mis en chantier pour fait de guerre, la commande fut annulée en 1917. Quatre des canons de 350 millimètres déjà fabriqués par Skoda furent livrés à l'armée austro-hongroise et utilisés sur le front italien.

### Sources
- (en) Cet article est partiellement ou en totalité issu de l’article de Wikipédia en anglais intitulé « Ersatz Monarch class battleship » (voir la liste des auteurs).